# Tupaia dorsalis
Tupaia dorsalis là một loài động vật có vú trong họ Tupaiidae, bộ Scandentia. Loài này được Schlegel mô tả năm 1857.